# Jordanius
Genre
Jordanius est un genre de scorpions de la famille des Scorpionidae.

## Distribution
Les espèces de ce genre sont endémiques de Jordanie.

## Liste des espèces
Selon The Scorpion Files (19/08/2024) :
- Jordanius granulomanus (Al-Saraireh, Yağmur, Afifeh & Amr, 2023)
- Jordanius maysaraensis Afifeh, Yağmur, Al-Saraireh & Amr, 2024

## Systématique et taxinomie
Ce genre a été décrit par Afifeh, Yağmur, Al-Saraireh et Amr en 2024 dans les Scorpionidae. 

## Publication originale
- Afifeh, Yağmur, Al-Saraireh & Amr, 2024 : « Revision of the genus Scorpio in Jordan, with a description of a new genus and three new species (Scorpiones: Scorpionidae). » Euscorpius, no 391, p. 1-66 (texte intégral).